# Gaio Porcio Catone (tribuno)
Gaio Porcio Catone (in latino Gaius Porcius Cato; fl. 59-54 a.C.) è stato un politico romano del I secolo a.C.

## Biografia

### Origini familiari
Gaio Porcio Catone era probabilmente figlio dell'omonimo Gaio Porcio Catone, console nel 111 a.C.; se così, era quindi nipote di Marco Porcio Catone Liciniano, bisnipote di Catone il Censore e cugino di secondo grado di Catone l'Uticense.

### Attività pubblica
Nel 59 a.C. Gaio Catone volle intentare un processo per corruzione (ambitus) contro Aulo Gabinio, ma i pretori fecero in modo di non essere raggiungibili per le deposizione della causa; per questo, Catone, parlando dai Rostri attaccò Pompeo, protettore di Gabinio, di essere un privatus dictator (dittatore non ufficiale), accusa per la quale venne quasi assassinato.
Nel 56 a.C. diventò tribuno della plebe (entrando in carica nel dicembre del 57 a.C.): in questo ruolo si attivò perché Publio Clodio Pulcro, che Catone sosteneva, venisse eletto edile prima di essere processato, così che potesse avere l'immunità della carica; presentò delle proposte di legge contro i sostenitori di Pompeo, Publio Cornelio Lentulo Spintere e Tito Annio Milone; inoltre riuscì a fare in modo che il re d'Egitto Tolomeo XII, in esilio a Roma, non ricevesse aiuti militari per riprendersi il suo trono, facendo profetizzare sventure dai libri sibillini in caso i Romani avessero combattuto in Egitto. Nel 54 a.C. fu accusato per la lex Iunia Licinia di violazione procedurali avvenute durante il tribunato, ma venne assolto per la lex Fufia.